# Colegio Oficial de Ingenieros Técnicos Agrícolas de Navarra y La Rioja
El Colegio Oficial de Ingenieros Técnicos Agrícolas de Navarra y La Rioja (De forma acrónima COITA de Navarra y La Rioja) es colegio profesional que agrupa a los ingenieros técnicos, peritos y graduados agrícolas en las regiones de la Comunidad Foral de Navarra y La Rioja.
En ocasiones puede aparecer denominado también como Colegio de Peritos Agrícolas de Navarra y La Rioja.

## Características
El COITA de Navarra y La Rioja es una corporación profesional de Derecho Público con personalidad jurídica propia y plena capacidad jurídica pública y privada para el cumplimiento de sus fines, cuya financiación se basa en los ingresos propios derivados de las cuotas de colegiales, de los derechos de visados y de los servicios corporativos que viene promoviendo para el colectivo.

## Sede
Este colegio profesional tiene dos delegaciones que son:
- En Pamplona (Navarra); Calle Valle de Aranguren, 7.
- En Logroño (La Rioja); Avenida de Pío XII, 1.

## Historia
Este colegio es uno de los más antiguos de España, fechándose su primera acta en el año 1925, mucho antes de, que por orden del Ministerio de Agricultura de 27 de noviembre de 1947, se constituyeran oficialmente los Colegios de Peritos Agrícolas, a los que por otra Orden, del mismo Ministerio, de 30 de septiembre de 1967, fueron incorporados los Ingenieros Técnicos Agrícolas.

## Junta de gobierno
Presidente: Julián Cerdán Arizcuren. 

Vicepresidente: José Ignacio Santos Cabezón. 

Secretario: Diego Rayo Goñi. 

Vicesecretario: Javier Achútegui Domínguez. 

Tesorero: Koldo Goñi Garay. 

Vicetesorero: Unai Basterra Goñi. 

Vocal Navarra: José Javier Boulandier Herrera. 

Vocal La Rioja: Raúl Anaya Aranzubia. 